# Октябрський (Топкинський округ)
Октя́брський (рос. Октябрьский) — селище у складі Топкинського округу Кемеровської області, Росія.

## Населення
Населення — 292 особи (2010; 353 у 2002).
Національний склад (станом на 2002 рік):
- росіяни — 90 %